# Maria Drăguș
Maria-Victoria Drăguș, cunoscută ca Maria Dragus (n. 1994, Dresda, Germania), este o actriță germană de origine română.

## Biografie artistică
Filmele în care a jucat includ Dacă noi nu, atunci cine? (titlu original, Wer wenn nicht wir), Afară este vară (în original, Draussen ist Sommer) și Ucide-mă (titlul original, Töte mich).
Un rol notabil pe care l-a avut actrița a fost în filmul Panglica albă (titlul original, Das weiße Band – Eine deutsche Kindergeschichte). Ulterior, actrița a fost prezentă în programele de televiziune Dance Academy și SOKO Leipzig. 

## Familie
Maria are un frate Josef (născut în 1997) și o soră Paraschiva (născută în 2001), ambii mai tineri.  Este nepoata scriitorului francez Viorel Dragus.

## Filmografie
- 2007 -- Un înger pentru toți (în original, Ein Engel für alle);
- 2007 -- Nu ești singur (în original, Du bist nicht allein);
- 2007 -- Femeia de la Checkpoint Charlie (în original, Die Frau vom Checkpoint Charlie (film de televiziune);
- 2008 -- SOKO Leipzig -- Emanuela (film de televiziune, 2 episoade);
- 2009 -- Panglica albă (în original, Das weiße Band – Eine deutsche Kindergeschichte);
- 2010 -- Academia de dans (în original, Dance Academy – Tanz deinen Traum!) - (serial de televiziune);
- 2011 -- Familia doctor Kleist (în original, Familie Dr. Kleist - Serial de televiziune, În ultimul minut -- episodul In letzter Minute);
- 2011 -- Dacă noi nu, atunci cine? (în original, Wer wenn nicht wir);
- 2012 -- Ucide-mă (în original, Töte mich);
- 2012 -- Cazul Jakob von Metzler -- (în original, Der Fall Jakob von Metzler)  (film de televiziune);
- 2012 -- Afară este vară -- (în original, Draussen ist Sommer);
- 2013 -- Cioburi de parc -- (în original, Scherbenpark);
- 2013 -- Ultima piesă din Berlin -- (în original, Letzte Spur Berlin) - (serial de televiziune, episodul Neiubit - Ungeliebt);
- 2013 -- Couchmovie;
- 2013 -- Deine Nähe tut mir weh (video muzical);
- 2014 -- 16 peste noapte! (în original, 16 über Nacht!) (serial de televiziune)
- 2015 -- Tannbach - soarta unui sat (în original, Tannbach – Schicksal eines Dorfes);
- 2016 -- Stâlpii puterii (în original, Die Pfeiler der Macht);
- 2016 -- 24 de săptămâni (titlul original, 24 Wochen), 2016;
- 2016 -- Bacalaureat (2016), regia Cristian Mungiu.

- 2021 -- Republica sălbatică, serial TV

## Premii
- 2014 Shooting Stars Award la Festivalul Internațional de Film de la Berlin